# ۱۴۳۹ (قمری)
۱۴۳۹ قمری، هزار وچهارصدوسی‌ونهمین سال در گاه‌شماری هجری قمری قراردادی سالی کبیسه است.
اول محرم این سال روز جمعه: (۳۱ شهریور ۱۳۹۶ هجری خورشیدی) برابر با ۲۲ سپتامبر ۲۰۱۷ میلادی است.